# Janusz Kołodziejski
Janusz Leszek Kołodziejski (ur. 12 kwietnia 1947 w Częstochowie, zm. 21 lipca 2020 tamże) – polski filmoznawca, pedagog i działacz samorządowy, dr hab.

## Życiorys
Był absolwentem II LO im. Traugutta w Częstochowie i Uniwersytetu Warszawskiego, gdzie studiował na wydziałach prawa (od 1965 r.) oraz nauk społecznych (od 1967 r.). Po ukończeniu studiów w 1971 r. od następnego roku pracował w Instytucie Nauk Ekonomicznych i Społecznych Politechnice Częstochowskiej. W 1983 r. uzyskał stopień doktora nauk humanistycznych, a w 2007 r. doktora habilitowanego nauk humanistycznych ze specjalnością z filmoznawstwa. Na uczelni pracował do 2013 r. W swojej pracy zajmował się problemami społeczeństwa, a w szczególności młodzieży. Zajmował się także historią Częstochowy, m.in. wydał w 2018 r. książkę Częstochowa w PRL-u.
Od 1986 do 1991 r. uczył w swoim dawnym liceum religioznawstwa i wiedzy o społeczeństwie, a w 1999 r. wygrał konkurs na jego dyrektora i był nim do 2006 r. Jako dyrektor badał historię szkoły i jej absolwentów.
Działał politycznie jako miejski radny i od 1991 r. szef biura poselsko-senatorskiego SLD. Od 1995 r. był również dyrektorem wydziału spraw obywatelskich w częstochowskim urzędzie wojewódzkim. Angażował się społecznie, m.in. jako prezes i wiceprezes najstarszego w Polsce Dyskusyjnego Klubu Filmowego Rumcajs, opiekun organizacji młodzieżowych, studenckiego Radia Pryzmat, pełnomocniki rektora ds. młodzieży i działacz AZS w Częstochowie.
Syn Konrada i Aliny. Zmarł 21 lipca 2020 r.